# Владыславув (гмина)
Владыславув (пол. Władysławów) — сельская гмина (уезд) в Польше, входит как административная единица в Турекский повет, Великопольское воеводство. Население — 7763 человека (на 2004 год).

## Соседние гмины
1. Гмина Брудзев
2. Гмина Косцелец
3. Гмина Кшимув
4. Гмина Тулишкув
5. Гмина Турек